# Franz Kugler (Historiker)

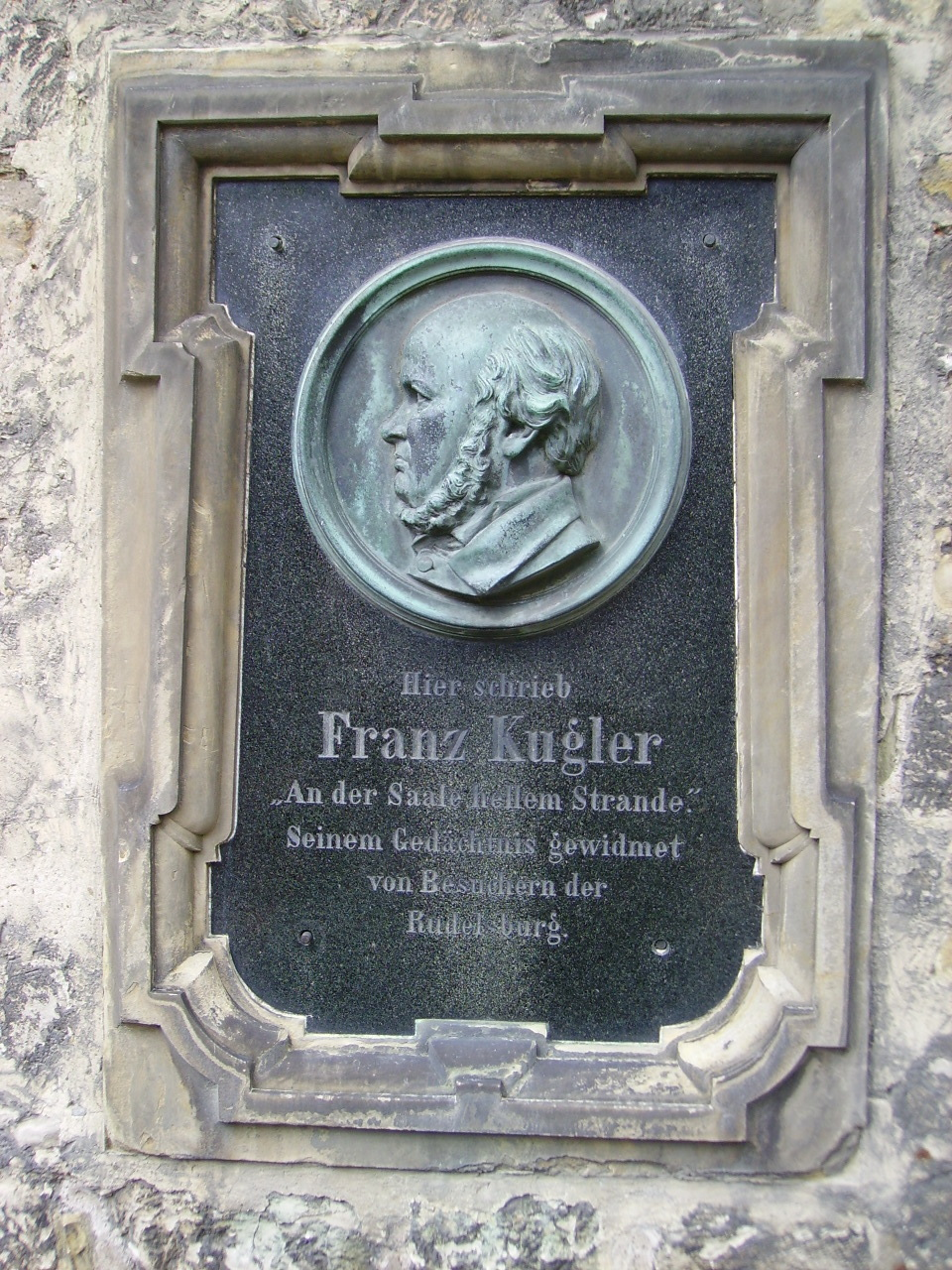
Gedenktafel auf der Rudelsburg

Franz Theodor Kugler (* 18. Januar 1808 in Stettin; † 18. März 1858 in Berlin) war ein deutscher Historiker, Kunsthistoriker und Schriftsteller.

## Leben
Kugler war das dritte Kind des Kaufmanns, Konsuls und Stadtrats Johann Georg Emanuel Kugler und dessen Ehefrau, der Predigertochter Sophie Dorothea Eleonora, geb. Sternberg. Die Malerin Louise Kugler war seine Schwester. Er wuchs in Stettin auf, wo er das Marienstiftsgymnasium besuchte. Anschließend studierte er in Berlin. 1830 erschien sein Skizzenbuch und darin das bis heute bekannte, volksliedhafte Lied An der Saale hellem Strande und als Erstdruck Albert von Schlippenbachs Gedicht Ein Heller und ein Batzen mit einer Eigenkomposition Kuglers, die heute vergessen ist. Im Sommer 1831 wurde er im Fach Kunstgeschichte mit einer Arbeit zu illuminierten Handschriften des 12. Jahrhunderts promoviert. 1833 heiratete er Clara Hitzig, die Tochter des Schriftstellers Julius Eduard Hitzig.
Kugler war seit 1833 Dozent und wurde 1835 ordentlicher Professor für Kunstgeschichte an der Berliner Akademie der Künste. Jakob Burckhardt besuchte seine Vorlesungen und befreundete sich mit Kugler. Später übertrug er Burckhardt die Neubearbeitung seiner Werke «Handbuch der Geschichte der Malerei» und das einbändige «Handbuch der Kunstgeschichte».
In den Jahren 1835 und 1838 unternahm er zusammen mit Franz von Gaudy ausgedehnte Reisen in Italien, wo er Kunstwerke besichtigte. Später schlug er eine Beamtenlaufbahn ein: Er wurde 1843 Kunstreferent im preußischen Kultusministerium.
1840 verfasste Kugler seine Geschichte Friedrichs des Großen mit einer ausführlichen, einfühlsamen Darstellung der Brechung der Persönlichkeit Friedrichs II. durch seinen Vater Friedrich Wilhelm I., die dessen Persönlichkeit verständlich machen soll. Dieses Werk war ein großer Erfolg, zu dem auch die Buchillustrationen durch seinen damals noch unbekannten Freund, den Maler Adolph Menzel, beigetragen haben dürften. Das Buch wird bis heute aufgelegt.
Seine Handbücher über die Geschichte der italienischen, deutschen und niederländischen Malerei wurden ins Englische übersetzt. Ein britischer Autor verfasste hierzu einen Ergänzungsband über die Geschichte der spanischen und französischen Malerei.

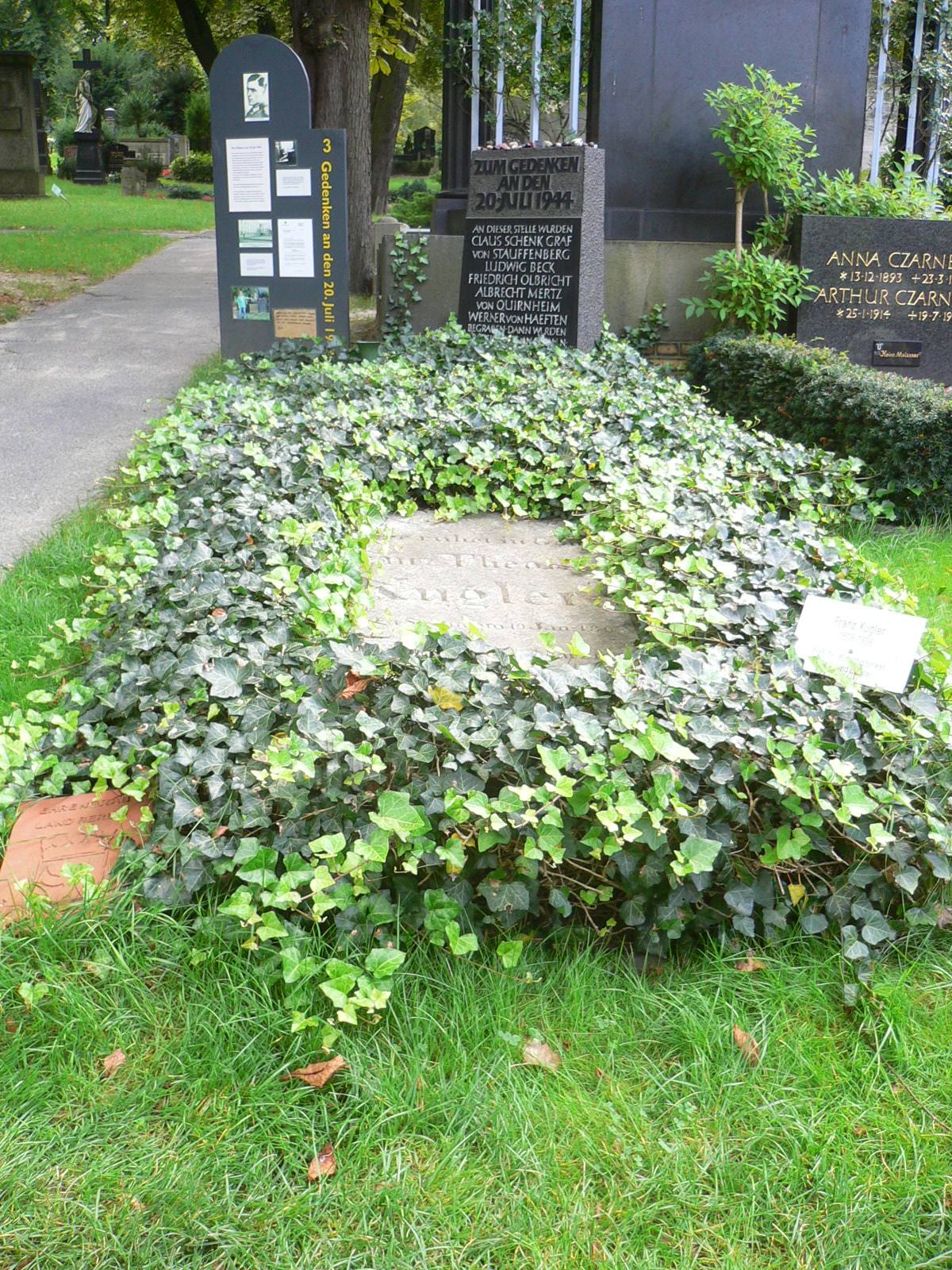
Alter St.-Matthäus-Kirchhof Berlin, Grabstätte Franz Theodor Kugler

Seit seiner Studentenzeit nahm Kugler aktiv am gesellschaftlichen Leben Berlins teil. Er war Mitglied der Sing-Akademie zu Berlin, trat dem Verein der jüngeren Künstler bei, war seit 1831 Mitglied des Architektenvereins und seit 1832 Mitglied des wissenschaftlichen Kunstvereins. Von 1848 an gehörte er den vorwiegend literarischen Vereinigungen Tunnel über der Spree (sein dortiger Beiname war Lessing) und Rütli an.
In der Hochphase der Glorifizierung der „deutschen Gotik“ in der Mitte des 19. Jahrhunderts hatte Kugler im dritten Band seiner Geschichte der Baukunst (1859) die mittelalterliche Architektur erstmals in den Kontext der Kunstentwicklung insgesamt gestellt und dabei auch den Ursprung der Gotik in Nordfrankreich aufgezeigt. Diese Erkenntnis setzte sich in Deutschland nur langsam durch. Danach allerdings – in den 1880er Jahren – begann man, den Baustil der angeblich „rein deutschen“ Romanik gegenüber der nunmehr „französischen“ Gotik zu bevorzugen.
Franz Kugler starb am 18. März 1858 in Berlin. Sein Grab befindet sich auf dem Alten St.-Matthäus-Kirchhof in Berlin-Schöneberg. Es ist seit 1958 als Ehrengrab der Stadt Berlin gewidmet. Nach ihm wurde 1903 die Kuglerstraße in Berlin benannt.
In Unkenntnis seines Todes wurde er 1863 posthum zum Mitglied der Académie royale des Sciences, des Lettres et des Beaux-Arts de Belgique gewählt.
Der Historiker Bernhard von Kugler und der Maler Hans Kugler waren seine Söhne, seine Tochter Margarethe war mit dem Schriftsteller Paul Heyse verheiratet.

## Werke (Auswahl)
Einzelschriften
- Skizzenbuch. Reimer, Berlin 1830, urn:nbn:de:hbz:061:2-1374
- De Werinhero, saeculi XII monacho Tegernseensi, et de picturis minutis, quibus carmen suum theotiscum de vita B. V. Mariae ornavit. Petsch, Berlin 1831 (zugleich: diss. phil., Berlin 1831; Digitalisat).
- gemeinsam mit Robert Reinick: Liederbuch für deutsche Künstler. 1833. Neudruck: Eichendorff-Gesellschaft, Würzburg 1978.
- Architektonische Denkmäler der Altmark Brandenburg in malerischen Ansichten. L. Sachse & Co., Berlin 1833.
- Ueber die älteren Kirchen Stettins. In: Baltische Studien, Band 2, Heft 1, Stettin 1833 (books.google.de)
- Ueber die Polychromie der griechischen Architektur and Sculptur und ihre Grenzen. Berlin 1835 (online BSB; archive.org  mit Frontispiz).
- Handbuch der Geschichte der Malerei in Italien seit Konstantin dem Großen. Berlin 1837, 376 Seiten (books.google.de Volltext). 3. Auflage (herausgegeben von Hugo von Blomberg), Berlin 1866, 413 Seiten (books.google.de).
  - Englische Ausgabe in 2 Bänden, London 1841.
    - 1. Band: A Handbook of the History of Painting, from the Age of Constantin the Great to the present time. Mit Anmerkungen von C.L. Eastlake. London 1841, 444 Seiten (books.google.de).
- Beschreibung der Kunstschätze von Berlin und Potsdam, Berlin 1838.
  - Band 1: Beschreibung der Gemälde-Gallerie des Königlichen Museums zu Berlin (Digitalisat SUB Göttingen).
  - Band 2: Beschreibung der in der Königlichen Kunstkammer zu Berlin vorhandenen Kunstsammlung. Nebst einer Monogramm-Tafel. Berlin 1838, 309 Seiten (books.google.de).
- Geschichte Friedrichs des Großen. Illustrator: Adolph Menzel. Leipzig 1840; Textarchiv – Internet Archive. Neudruck: Verlag Seemann, Leipzig 2008, ISBN 978-3-86502-176-2 (Ausgabe 1856 Online, Abbildungen).
- Pommersche Kunstgeschichte. Nach den Monumenten dargestellt. In: Baltische Studien. Jahrgang 8, Heft 1. Stettin 1840. (Digitalisat Uni Heidelberg)
- Handbuch der Kunstgeschichte. Stuttgart 1842. (XXIV, 920 Seiten) (Digitalisat Uni Heidelberg)
  - 2. Auflage mit Zusaetzen von Dr. Jac. Burckhardt. Stuttgart 1848 (archive.org)
  - 3. umgearbeitete Auflage, 2 Bände: 2. Band, Stuttgart 1858 (books.google.ch)
- Kleine Schriften und Studien zur Kunstgeschichte. Stuttgart 1853–1854.
  - Teil I: Stuttgart 1853 (Google Books) (google.de/books).
  - Teil II: Stuttgart 1854 (Digitalisat Universität Utrecht).
  - Teil III: Kleine Schriften über neuere Kunst und deren Angelegenheiten. Stuttgart 1854, 816 Seiten (books.google.de)
- Geschichte der Baukunst. 5 Bände, Stuttgart 1856–1873.
  - 1. Band: Geschichte der orientalischen und antiken Baukunst. Stuttgart 1856, 578 Seiten; doi:10.3931/e-rara-26971; Textarchiv – Internet Archive, books.google.de
  - 2. Band: Geschichte der romanischen Baukunst. Stuttgart 1859; doi:10.3931/e-rara-26814 (Volltext); Textarchiv – Internet Archive.
  - 3. Band, Geschichte der gothischen Baukunst. Stuttgart 1859; doi:10.3931/e-rara-26972 (Volltext); Textarchiv – Internet Archive.
    - 3. Band: Verzeichnisse zum dritten Band. (books.google.de).

  - 4. Band: Geschichte der neueren Baukunst, verfasst von Jacob Burckhardt und Wilhelm Lübke. Stuttgart 1867; doi:10.3931/e-rara-26973; archive.org.
  - 5. Band: Geschichte der deutschen Renaissance, verfasst von Wilhelm Lübke,
    - erste Hälfte, Stuttgart 1872 (archive.org).
    - zweite Hälfte, Stuttgart 1873; Textarchiv – Internet Archive.
- Franz Kugler; Robert Reinick (Hrsg.): Liederbuch für deutsche Künstler. Vereins-Buchh, Berlin 1833. urn:nbn:de:hbz:061:2-857
- Die Incantada. In: Deutscher Novellenschatz. Hrsg. von Paul Heyse und Hermann Kurz. Bd. 15. 2. Aufl. Berlin, [1910], S. 81–146. In: Weitin, Thomas (Hrsg.): Volldigitalisiertes Korpus. Der Deutsche Novellenschatz. Darmstadt / Konstanz 2016 (Digitalisat und Volltext im Deutschen Textarchiv).

Zeitschrift
- Museum, Blätter für bildende Kunst (1833–1842).
- Argo, Belletristisches Jahrbuch für 1854, mit Theodor Fontane, Verlag Gebrüder Katz, Dessau (archive.org).
- Argo, Album für Kunst und Dichtung (1857–1860), mit Friedrich Eggers und Theodor Hosemann. Verlag Trewendt & Granier, Breslau (uni-duesseldorf.de).

## Porträt
- Porträt Franz Kuglers, books.google.de.
- Büste Franz Kuglers, von Friedrich Wilhelm Wolff um 1870, Marmor (Die Büsten im Kolonnadenhof, Staatliche Museen zu Berlin).
- Lithografie bez.: A. Menzel del. / F. Mandel sc. / Franz Kugler / Druck von Niederbühl, Abbildung in Friedrich Eggers (Hrsg.): Deutsches Kunstblatt (Stuttgart): Zeitschrift für bildende Kunst, Baukunst und Kunsthandwerk; Organ der deutschen Kunstvereine, 9.1858, S. 94b (digital, Universitätsbibliothek Heidelberg).